# Takiji Kobayashi
Takiji Kobayashi (în japoneză 小林多喜二; n. 13 octombrie 1903, Odate, Prefectura Akita, Japonia – d. 20 februarie 1933, Tōkyō, Japonia) a fost un scriitor japonez, membru al mișcării literare proletare (プロレタリア文学運動　puroretaria bungaku undō) din Japonia interbelică.
În scrierile sale a surprins, cu un acut simț de observație și o susținută notă polemică, realitatea cu care se confrunta societatea niponă interbelică.

## Scrieri
- 1929: Vaporul-fabrică de conserve ("Kanikōsen")
- 1929: Moșier absent ("Fuzaijinushi")
- 1932: Oameni din perioada de tranziție ("Teniheiki no hitobito").